# Landkreis Kehl
Der Landkreis Kehl war ein Landkreis in Baden-Württemberg, der im Zuge der Kreisreform am 1. Januar 1973 aufgelöst wurde.

## Geografie

### Lage
Der Landkreis Kehl lag im Westen Baden-Württembergs.
Bei Kehl mündet die von Osten her kommende Kinzig in den Rhein. Der gesamte Landkreis liegt in der Oberrheinischen Tiefebene zwischen Schwarzwald im Osten und Vogesen im Westen. Die Kreisstadt Kehl lag im Westen des Landkreises an der Grenze zu Frankreich.

### Nachbarkreise
Seine Nachbarkreise waren 1972 im Uhrzeigersinn beginnend im Norden die Landkreise Bühl, Offenburg und Lahr. Im Westen bildete der Rhein die natürliche Grenze zu Frankreich mit dem französischen Département Bas-Rhin.

## Geschichte

### Bezirksamt Kork
Nachdem das im rechtsrheinischen Teil des Hanauerlandes gelegene Amt Willstätt durch den Reichsdeputationshauptschluß 1803 zur Markgrafschaft Baden gekommen war, richtete diese in Kork ein Amt ein, dass für die Orte der Grafschaft Willstätt sowie die Stadt Kehl zuständig war. Seit 1806 gehörte das Gebiet zum Großherzogtum Baden. In dessen Provinz des Mittelrheins bestand seit 1807 das Oberamt Kork. Im Organisationsrescript vom 26. November 1809 wurde der nun Amt Kork genannte Verwaltungsbezirk dem neuen Kinzigkreis zugeordnet. 1813 wechselten die Orte Goldscheuer, Kittersburg und Marlen aus dem Bezirksamt Offenburg in das Amt Kork, das nunmehr als Bezirksamt bezeichnet wurde. Ab 1832 gehörte das Bezirksamt Kork zum Mittelrheinkreis. Am 1. August 1857 wurde das nördlich angrenzende Bezirksamt Rheinbischofsheim in das Bezirksamt Kork eingegliedert und seit 1864 gehörte das Bezirksamt Kork zum Kreis Offenburg im Landeskommissärbezirk Freiburg.

### Bezirksamt Kehl
Zum 1. November 1881 wurde der Amtssitz des Bezirksamts von Kork nach Kehl verlegt. Das Bezirksamt hieß seitdem Bezirksamt Kehl.
Am 1. Oktober 1936 wurden die Gemeinden Renchen und Wagshurst des Bezirksamtes Bühl sowie die Gemeinden Altenheim, Appenweier, Marlen, Müllen und Urloffen des Bezirksamtes Offenburg in das Bezirksamt Kehl umgegliedert.

### Landkreis Kehl
Seit dem 1. Januar 1939 hieß das Bezirksamt Kehl Landkreis Kehl. Während der Besetzung der Stadt Kehl nach dem Zweiten Weltkrieg befand sich die Kreisverwaltung in Renchen.
Nach der Bildung des Landes Baden-Württemberg 1952 gehörte der Landkreis Kehl zum Regierungsbezirk Südbaden. Mit Wirkung vom 1. Januar 1973 wurde der Landkreis Kehl aufgelöst. Der größte Teil und mit ihm die Kreisstadt Kehl wurde zusammen mit den Landkreisen Offenburg, Lahr und Wolfach sowie Teilen des Landkreises Bühl zum heutigen Ortenaukreis vereinigt, der damit Rechtsnachfolger des Landkreises Kehl wurde. Ein kleiner nördlicher Teil wurde dem vergrößerten Landkreis Rastatt zugeordnet.

### Einwohnerentwicklung
| Datum              | Einwohner | Quelle |
| ------------------ | --------- | ------ |
| 1814               | 09.269    | [ 11 ] |
| 1834               | 10.542    | [ 12 ] |
| 1852               | 11.235    | [ 13 ] |
| 1871               | 25.684    | [ 14 ] |
| 1890               | 27.521    | [ 15 ] |
| 1910               | 30.966    | [ 16 ] |
| 1925               | 31.555    | [ 17 ] |
| 1933               | 33.366    | [ 17 ] |
| 17. Mai 1939       | 50.883    | [ 18 ] |
| 13. September 1950 | 42.039    | [ 18 ] |
| 6. Juni 1961       | 53.222    | [ 18 ] |
| 27. Mai 1970       | 61.130    | [ 18 ] |

Das Bezirksamt Kehl wurde 1936 deutlich vergrößert.

## Politik

### Landrat
Die Oberamtmänner bzw. Landräte des Bezirksamts bzw. Landkreises Kehl 1807–1972:
- 1807–1809: Friedrich Rettig
- 1810–1822: Conrad Ludwig Rettig
- 1822–1829: Karl August Wilhelm Kiefer
- 1829–1840: August Eichrodt
- 1841–1843: Carl von Neubronn
- 1843–1847: Wilhelm Exter
- 1847–1849: Maximilian Johann Adam von Bodman
- 1849–1861: Carl Alexander von Hunoltstein
- 1861–1869: Albert Frech
- 1869–1870: Otto Flad
- 1871–1877: Leopold Sonntag
- 1877–1890: Richard Reinhard
- 1890–1899: Richard Teubner
- 1899–1906: Heinrich Belzer
- 1906–1920: Julius Holderer
- 1920–1945: Wilhelm Schindele
- 1945–1945: Friedrich Stephan
- 1945–1947: Karl Ludwig Schecher
- 1947–1951: Peter Mayer
- 1951–1955: Wolfgang Bechtold
- 1955–1972: Walter Schäfer

### Wappen
Das Wappen des ehemaligen Landkreises Kehl zeigte in geviertem Schild mit silbernem Herzschild, darin ein schräglinks liegender, von zwei roten heraldischen Rosen mit goldenem Butzen beseiteter schwarzer Anker, in den Feldern 1 und 4 in Gold drei rote Sparren, im Feld 2 in Silber ein rotes Kleeblattkreuz und im Feld 3 in Silber eine rote Zinnenmauer mit spitzbedachtem schwarzem Schwanenrumpf als Zier. Das Wappen wurde am 26. Mai 1959 durch das Innenministerium Baden-Württemberg verliehen.
Die Sparren deuten auf das Wappen des Herzogs von Hanau-Lichtenberg hin. Der Herzschild trägt eine modifizierte Version des Stadtwappens von Kehl. Das Kreuz ist das Wappen der Stadt Renchen; die Mauer und der Schwanenrumpf sind dem Wappen der Stadt Lichtenau entnommen.

## Verkehr

### Eisenbahn
Die 1844 erbaute badische Hauptbahnlinie zwischen Karlsruhe und Freiburg im Breisgau schnitt den Kreis im Osten, mit Bahnhöfen in Renchen und Appenweier. In Appenweier zweigt die Renchtalbahn ab, außerdem befindet sich dort der Anschluss an das französische Schienennetz (seit 1861) über eine Querverbindung nach Straßburg. Bahnhöfe befinden sich in Legelshurst, Kork und Kehl.
Für den ganzen Kreis bedeutend war die 1892 bis 1898 erbaute Schmalspurbahn Rastatt-Kehl-Lahr, die in Nord-Süd-Richtung etwa parallel zum Rhein verlief und so die Dörfer untereinander und mit den Städten verband. Im Volksmund wurde sie „Entenköpfer“ genannt. Diese Dampfkleinbahn wurde nach dem Zweiten Weltkrieg durch Busverbindungen ersetzt. Die Trasse des „Entenköpfers“ mitten durch die Ortschaften hindurch, oft auf der Hauptstraße, und jedes angeschlossene Dorf besaß eine eigene Haltestation. Außerhalb der Ortschaften folgte sie meist den Hauptverbindungsstraßen.
Außerdem besaß Kehl bis zum Ende des Ersten Weltkrieges einen Anschluss an das Straßburger Straßenbahnnetz.

### Straßennetz
Die Bundesstraße 36 durchlief den Kreis von Norden nach Süden. In Kehl schneidet diese Straße die vom Schwarzwald kommende Bundesstraße 28, die bei Appenweier das Kreisgebiet betrat. Seit den 1960ern (??) vierspurig ausgebaut, diente sie als Autobahnzubringer der Stadt Kehl zur Anschlussstelle Appenweier der Bundesautobahn 5, die ebenfalls in Nord-Süd-Richtung den Kreis schnitt.
In Kehl befand sich bereits seit dem Mittelalter eine Rheinbrücke nach Straßburg.
Außerdem befindet sich ein Rheinübergang beim Stauwehr Freistett-Gambsheim (F)

### Wasserstraßen
Der Rhein ist eine der wichtigsten Wasserstraßen Europas und seit 1901 hat Kehl einen Rheinbinnenhafen mit drei Becken. Auf der nicht schiffbaren Kinzig, die von Willstätt bis zur Mündung bei Kehl im Kreisgebiet verläuft, wurde seit dem Mittelalter Schwarzwaldholz geflößt.

## Gemeinden
Zum Landkreis Kehl gehörten ab 1936 zunächst 35 Gemeinden, davon 4 Städte.
Am 7. März 1968 stellte der Landtag von Baden-Württemberg die Weichen für eine Gemeindereform. Mit dem Gesetz zur Stärkung der Verwaltungskraft kleinerer Gemeinden war es möglich, dass sich kleinere Gemeinden freiwillig zu größeren Gemeinden vereinigen konnten. Den Anfang im Landkreis Kehl machten am 1. Juli 1971 die Gemeinden Neumühl und Odelshofen, die sich mit der Stadt Kehl vereinigten. In der Folgezeit reduzierte sich die Zahl der Gemeinden stetig, bis der Landkreis Kehl schließlich am 1. Januar 1973 aufgelöst wurde.
Größte Gemeinde des Landkreises war die Kreisstadt Kehl, kleinste Gemeinde war Hausgereut.
In der Tabelle stehen die Gemeinden des Landkreises Kehl vor der Gemeindereform. Die Einwohnerangaben beziehen sich auf die Volkszählungsergebnisse in den Jahren 1961 und 1970.
| frühere Gemeinde              | heutige Gemeinde | heutiger Landkreis | Einwohner am 6. Juni 1961 | Einwohner am 27. Mai 1970 |
| ----------------------------- | ---------------- | ------------------ | ------------------------- | ------------------------- |
| Altenheim                     | Neuried          | Ortenaukreis       | 2.455                     | 2.732                     |
| Appenweier                    | Appenweier       | Ortenaukreis       | 2.307                     | 2.664                     |
| Auenheim                      | Kehl             | Ortenaukreis       | 1.983                     | 2.291                     |
| Bodersweier                   | Kehl             | Ortenaukreis       | 1.357                     | 1.506                     |
| Diersheim                     | Rheinau          | Ortenaukreis       | 872                       | 936                       |
| Eckartsweier                  | Willstätt        | Ortenaukreis       | 705                       | 878                       |
| Freistett, Stadt              | Rheinau          | Ortenaukreis       | 2.840                     | 3.069                     |
| Goldscheuer (bis 1936 Marlen) | Kehl             | Ortenaukreis       | 2.471                     | 2.970                     |
| Grauelsbaum                   | Lichtenau        | Rastatt            | 352                       | 380                       |
| Hausgereut                    | Rheinau          | Ortenaukreis       | 110                       | 152                       |
| Helmlingen                    | Rheinau          | Ortenaukreis       | 849                       | 877                       |
| Hesselhurst                   | Willstätt        | Ortenaukreis       | 568                       | 614                       |
| Hohnhurst                     | Kehl             | Ortenaukreis       | 172                       | 247                       |
| Holzhausen                    | Rheinau          | Ortenaukreis       | 350                       | 357                       |
| Honau                         | Rheinau          | Ortenaukreis       | 488                       | 516                       |
| Kehl, Stadt                   | Kehl             | Ortenaukreis       | 13.121                    | 16.030                    |
| Kork                          | Kehl             | Ortenaukreis       | 1.748                     | 2.098                     |
| Legelshurst                   | Willstätt        | Ortenaukreis       | 1.558                     | 1.644                     |
| Leutesheim                    | Kehl             | Ortenaukreis       | 1.241                     | 1.396                     |
| Lichtenau, Stadt              | Lichtenau        | Rastatt            | 1.459                     | 1.596                     |
| Linx                          | Rheinau          | Ortenaukreis       | 819                       | 891                       |
| Memprechtshofen               | Rheinau          | Ortenaukreis       | 671                       | 830                       |
| Muckenschopf                  | Lichtenau        | Rastatt            | 372                       | 409                       |
| Müllen                        | Neuried          | Ortenaukreis       | 238                       | 302                       |
| Neumühl                       | Kehl             | Ortenaukreis       | 996                       | 1.151                     |
| Odelshofen                    | Kehl             | Ortenaukreis       | 428                       | 425                       |
| Querbach                      | Kehl             | Ortenaukreis       | 283                       | 348                       |
| Renchen, Stadt                | Renchen          | Ortenaukreis       | 3.438                     | 3.765                     |
| Rheinbischofsheim             | Rheinau          | Ortenaukreis       | 1.473                     | 1.653                     |
| Sand                          | Willstätt        | Ortenaukreis       | 843                       | 1.026                     |
| Scherzheim                    | Lichtenau        | Rastatt            | 814                       | 846                       |
| Urloffen                      | Appenweier       | Ortenaukreis       | 3.146                     | 3.249                     |
| Wagshurst                     | Achern           | Ortenaukreis       | 1.063                     | 1.115                     |
| Willstätt                     | Willstätt        | Ortenaukreis       | 1.308                     | 1.800                     |
| Zierolshofen                  | Kehl             | Ortenaukreis       | 324                       | 367                       |

## Kfz-Kennzeichen
Am 1. Juli 1956 wurde dem Landkreis bei der Einführung der bis heute gültigen Kfz-Kennzeichen das Unterscheidungszeichen KEL zugewiesen. Es wurde bis zum 31. Dezember 1972 ausgegeben. Seit dem 31. März 2014 ist es auf Wunsch im Ortenaukreis erhältlich.